# Stanisław Strzyżewski
Stanisław Strzyżewski (ur. 27 kwietnia 1922 w Łobdowie, zm. 23 października 2013 w Katowicach) – polski specjalista w zakresie teorii i metodyki wychowania fizycznego, prof. zw. dr hab.
Absolwent wychowania fizycznego na Akademii Wychowania Fizycznego Józefa Piłsudskiego w Warszawie z 1949 r. Wieloletni profesor Katedry Teorii i Metodyki Wychowania Fizycznego Wydziału Wychowania Fizycznego Akademii Wychowania Fizycznego im. Jerzego Kukuczki w Katowicach. 